# عشق البنات
عشق البنات: رواية للروائية المصرية هويدا صالح صدرت عن سلسلة روايات الهلال عدد نوفمبر 2008.
| عشق البنات | من روايتها: عشق البنات كانت جالسة في المترو. ترقب الجالسين. تتابع الصخب الذي يحدثه طفل صغير أفلت من يد والدته. الأم تداري الإحراج بالابتسامة المتكلفة. لفت نظرها امرأة جالسة قبالتها تتفحص الجالسين بعيون عسلية واسعة. شعرت بسعادة، وهي تتوه في نظراتها الفوضوية الجريئة. نظراتها تشعرك أنها تود أن تضم العالم إلي صدرها. انتبهت إلى نظرات سلوى الطويلة في عيونها، فرفعت حاجبيها دهشة وحيرة من تلك التي تطيل النظر إليها. لاحظت سلوى حركة حاجبيها فلم تحول نظراتها عنها. أخذت تحلل دهشتها من نظرات امرأة إليها. حتما تعودت علي نظرات الإعجاب من الرجال. أما :نظراتامرأة فهذا مستغرب بالنسبة لها. ترى أين ستنزل؟ هل ستكمل الطريق إلي حلوان؟ هذه هي الأسئلة التي ضبطت نفسها تفكر فيها وشغلتها عنها. دارت في رأسها أفكار كثيرة عن كيفية بدء حوار معها. تعجبت من الرجال الذين يجيدون التعرف علي النساء بسهولة تدهشها. | عشق البنات |